# Пилипенко Михайло Михайлович
Михайло Михайлович Пилипенко (29 серпня 1919, Суми, Сумський повіт, Харківська губернія, Українська Радянська Соціалістична Республіка — 14 серпня 1957, Свердловськ, Російська РФСР, СРСР) — радянський журналіст, редактор, поет.

## Життєпис
Народився 1919 року в місті Суми у сім'ї робітника-столяра. В 1937 році вступив до Одеського інституту водного транспорту, але вже в 1938 році залишив його і зарахувався до Харківського державного університету на філософський факультет.
У 1941 році після закінчення третього курсу разом із товаришами по університету добровольцем пішов на фронт, двічі був поранений.
У 1942 році відправлений на лікування до Свердловська . Після виписки працював на Уралмашзаводі. З березня 1944 року — на комсомольській роботі, був членом бюро Свердловського обкому ВЛКСМ.
У 1948 році закінчив історико-філологічний факультет Уральського державного університету. З 1 червня 1949 року, після поновлення видавництва, працював заступником редактора молодіжної газети «На зміну!». Пізніше став редактором цієї газети.
Першу збірку віршів Михайла Пилипенка було видано 1950 року .
Співпрацював із композитором Євгеном Родигіним . Результатом їхньої праці стали пісні, написані для Уральського народного хору — «Небо темно-синє», «Уральська горобина» («Ой, горобина кучерява») .
1956 року через сімейні складнощі змушений був залишити посаду редактора газети «На зміну!». Потім Михайло Пилипенко впав у депресію, результатом якої стало самогубство поета 14 серпня 1957 року . Похований на Іванівському цвинтарі.